# 小行星5556
小行星5556（英語：5556）是一颗围绕太阳公转的小行星。1988年1月15日，上田清二、金田宏在钏路市发现了此天体。
这颗小行星的绝对星等为359.1720535688468等。